# Табачненский сельский совет (Бахчисарайский район)
Таба́чненский се́льский сове́т (укр. Табачненська  сільська рада, крымскотат. Kişine köy şurası, Кишине кой шурасы) — административно-территориальная единица в Бахчисарайском районе в составе АР Крым Украины (фактически до 2014 года; ранее до 1991 года — в составе Крымской области УССР в СССР).
В нынешнем виде сельсовет образован в 1971 году путём выделения из состава Вилинского сельсовета.
Население сельсовета по переписи 2001 года составляло 3062 человек.
К 2014 году включал единственное село (центр сельсовета) Табачное.
С 2014 года на месте сельсовета находится Табачненское сельское поселение.